# Lo spettro verde
(Lord Montague)
Lo spettro verde (The Unholy Night) è un film del 1929 diretto da Lionel Barrymore.
Thriller statunitense che vede dietro la macchina da presa il celebre attore Lionel Barrymore, qui al suo nono film da regista (tra corto e lungometraggi).

## Trama
Durante una notte londinese di fittissima nebbia, Lord Montague, diretto verso il suo club preferito, viene aggredito di sorpresa da qualcuno che tenta di strangolarlo; tuttavia l'arrivo di una passante fa fuggire l'aggressore facendogli salva la vita. L'uomo fugge terrorizzato dal suo amico, Sir James Rumsey, il quale gli confessa di essere a conoscenza di aggressioni misteriose a scapito di altre vittime in quella stessa notte. Quando Lord Montague viene a conoscenza dell'identità delle altre vittime, rimane paralizzato dal terrore e rivela al suo attonito amico di conoscere tutti gli altri aggrediti, appartenenti al suo vecchio reggimento della guerra di Crimea di stanza a Gallipoli. Rumsey decide allora di radunare tutti gli ex appartenenti al reggimento in un unico ambiente, la magione londinese di Lord Montague per proteggerli da ulteriori aggressioni. Non appena giunti nella dimora, il gruppo si ritrova ad assistere ad una seduta spiritica tenuta da Lady Violet, sorella di Montague, e dal medium cinese Lee Han, con la presenza del dottor Richard Ballou, fidanzato di Lady Violet. I tre, appassionati di spiritismo rivelano agli altri che il maniero è infestato da un fantasma che ha l'unicità di apparire in sembianze di una figura verdastra.
L'ultimo appartenente al reggimento di Montague ad arrivare alla dimora di Lord Montague e il riluttante e scorbutico Maggiore Mallory, zoppo da una gamba e con il viso sfregiato per l'esplosione di uno shrapnel. Sarà costui a morire per primo, strangolato nello studio della villa, mentre tutti gli altri occupanti erano indaffarati in altre occupazioni. A questo punto Ramsey è dell'idea che, visto che nessuno è potuto introdursi nella villa protetta dall'esterno dai suoi uomini, l'assassino deve essere uno del gruppo degli ex-commilitoni ai quali rivelerà il suo sospetto.
Ma sopraggiunge un nuovo colpo di scena nei panni di una giovane nobildonna, Lady Efra Cavendar, figlia del Marchese di Cavendar, anch'egli appartenente al reggimento di Montague e da esso radiato con disonore e morto da tempo. La giovane è accompagnata da un avvocato, Abdul Mohammed Bey, il quale rivela a tutti gli abitanti della casa le volontà testamentarie proprio del Marchese di Cavendar, le quali stabiliscono che metà del suo ricco patrimonio, circa un milione di sterline, deve essere suddiviso tra tutti i suoi ex-commilitoni, mentre l'altra metà deve restare a sua figlia, questo perché, come dice nel testamento lo stesso Marchese niente semina discordia tra gli amici così rapidamente che la notizia di una eredità e nulla è più efficace allo stesso scopo, qualora fallisca il denaro, della presenza di una giovane e bella donna.
In effetti la nuova situazione rende tutti gli occupanti della casa dei possibili assassini perché ognuno ha un preciso interesse ad eliminare tutti gli altri. Rumsey, dopo una falsa seduta spiritica, smaschera gli assassini che sono proprio Efra e il suo complice, Mallory, uno degli ufficiali. I due hanno pianificato l'omicidio dell'intero reggimento per mettere le mani sopra l'intera eredità di Cavendar.

## Produzione
Il film fu prodotto dalla Metro-Goldwyn-Mayer (MGM) (controlled by Loew's Inc.). Venne girato agli studi della MGM al 10202 di W. Washington Blvd. a Culver City.

## Distribuzione
Distribuito dalla Metro-Goldwyn-Mayer (MGM), il film uscì nelle sale cinematografiche USA il 14 settembre 1929 con il titolo originale The Unholy Night. In Italia venne distribuito con il titolo Lo spettro verde.